# Wladimir Samoilowitsch Gall

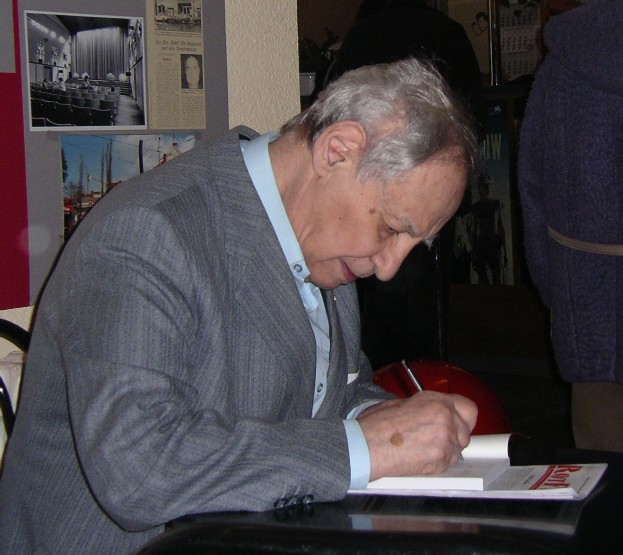
Wladimir Gall während einer Signierstunde im Februar 2009

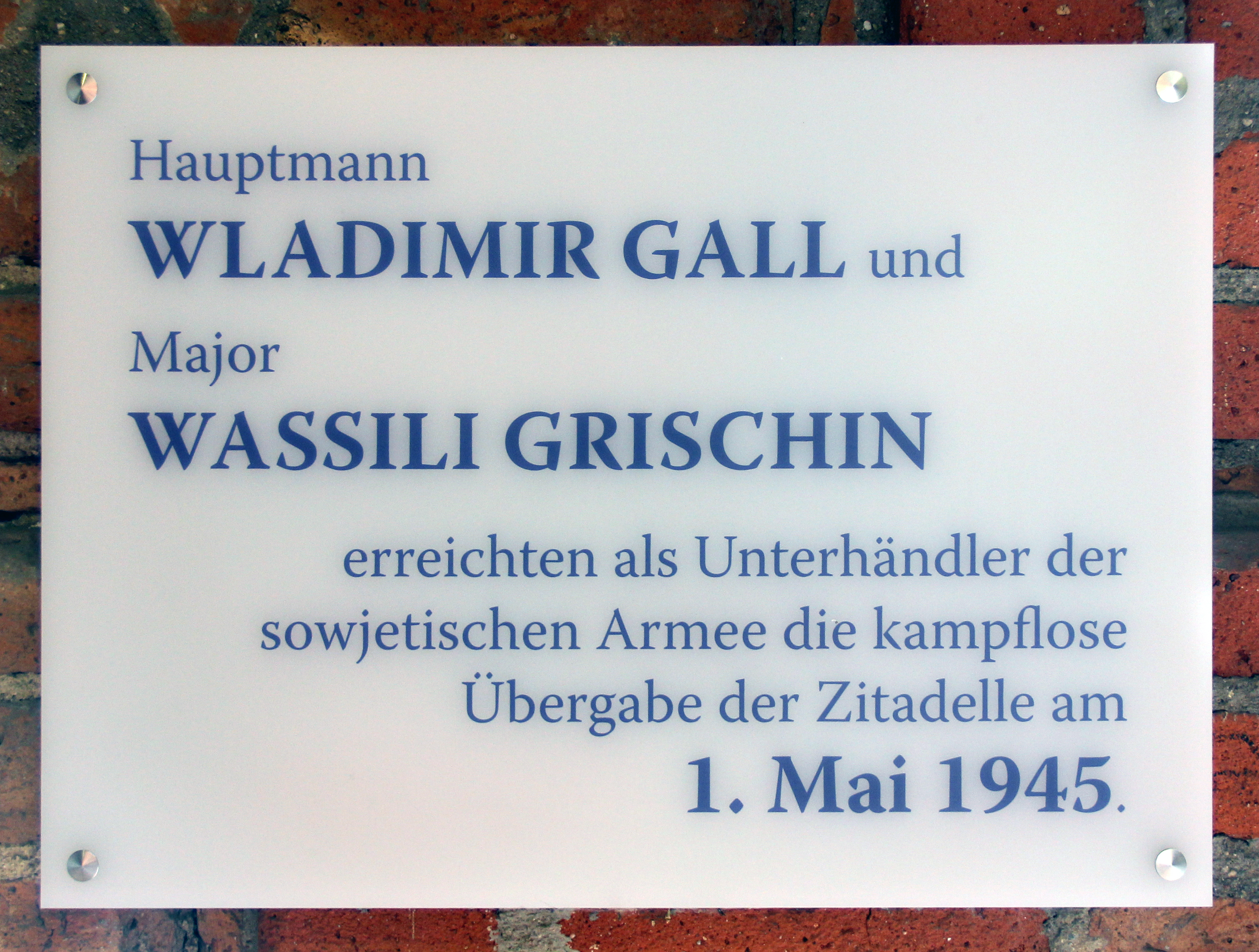
Gedenktafel am Haus, Am Juliusturm 64, in Berlin-Haselhorst

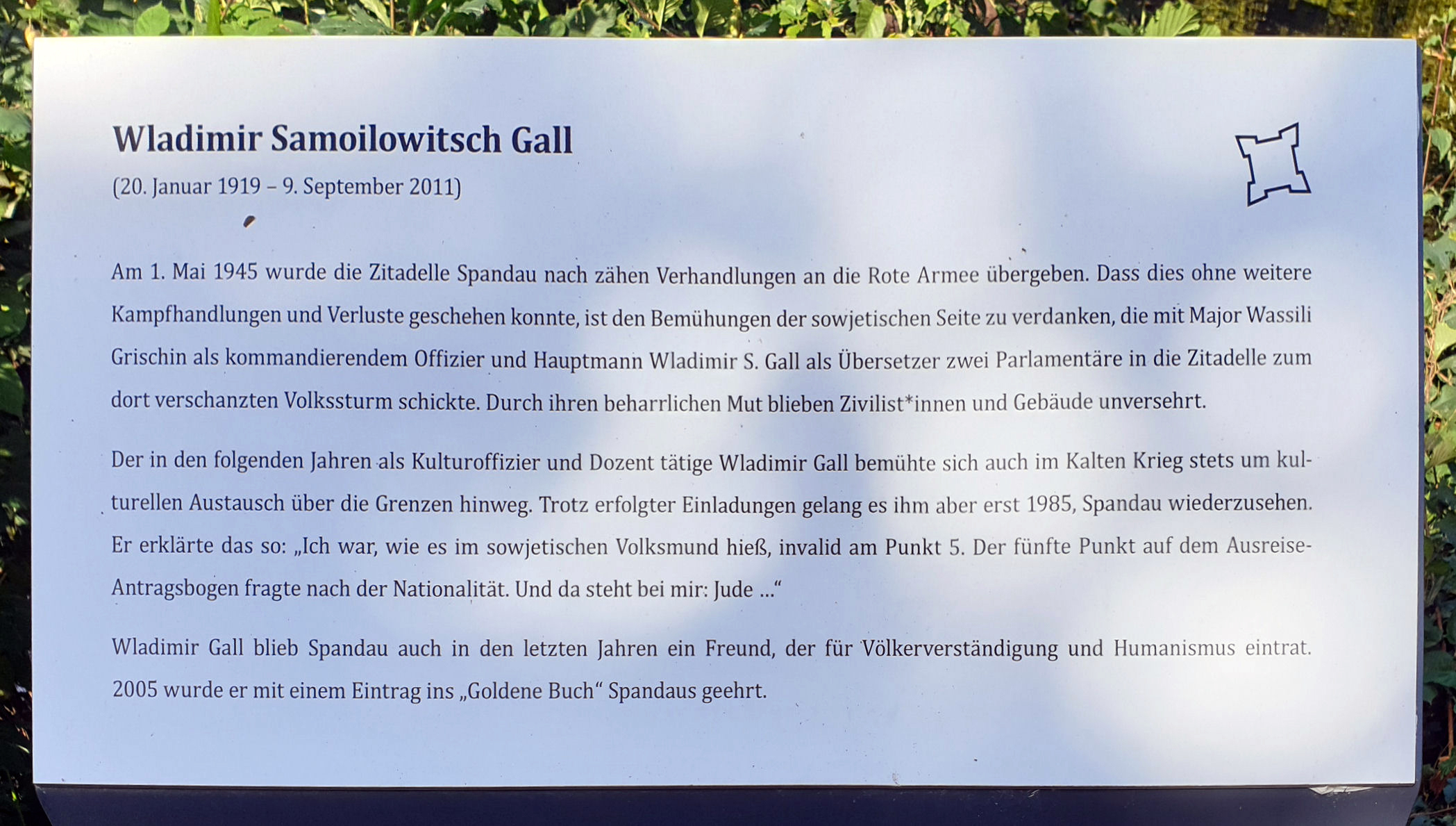
Gedenktafel am Wladimir-Gall-Weg, in Berlin-Haselhorst

Wladimir Samoilowitsch Gall (russisch Владимир Самойлович Галл; * 20. Januar 1919 in Charkow, Ukrainische Sozialistische Sowjetrepublik; † 9. September 2011 in Moskau, Russland) war ein sowjetischer Kulturoffizier und Hochschuldozent. 1945 rettete er als einer der Parlamentäre von Berlin-Spandau Hunderten Zivilisten das Leben.

## Leben
Nach seinem Abitur begann Wladimir Gall 1936 ein Studium an der Moskauer Hochschule für Geschichte, Philosophie und Literatur in den Fachrichtungen Weltliteratur und Deutsch. Zu seinen Lehrern gehörte Lew Kopelew. Nach erfolgreichem Abschluss seines Studiums meldete er sich freiwillig zur Roten Armee, da nach dem Überfall Deutschlands auf die Sowjetunion Moskau bereits zum Kampf im Großen Vaterländischen Krieg aufgerufen hatte.
Aufgrund seiner guten Deutschkenntnisse wurde Wladimir Gall einer Sondereinheit zugeteilt. Seine Aufgabe bestand darin, direkt an der Hauptkampflinie mit Lautsprecherwagen die deutschen Soldaten über die Ursachen des Krieges, den Faschismus in Deutschland und über die Rolle der Roten Armee aufzuklären. Mehrfach wurde sein Trupp hierbei schwer beschossen. Während dieser Zeit lernte er Konrad Wolf kennen, der eine ähnliche Aufgabe wie er hatte und Gall später mit seinem Film Ich war 19 ein Denkmal setzte.
Im April 1945 erreichte Wladimir Gall mit seiner Einheit Berlin. Nach Erreichen von Berlin-Spandau wurde er zusammen mit Major Grischin als Parlamentär eingesetzt. Offiziere der Wehrmacht und der SS hatten sich in der dortigen Zitadelle verschanzt. Da bei einem Angriff auch mehrere Hundert Zivilisten in der Zitadelle ums Leben gekommen wären, entschloss man sich, mit dem Kommandanten hinsichtlich einer Kapitulation zu verhandeln. Diese erfolgte am 1. Mai 1945, also wenige Tage vor Ende des Zweiten Weltkrieges.
Nach Kriegsende wurde Wladimir Gall Leiter der Kulturabteilung der SMAD in Halle (Saale). Nach seiner Rückkehr in die Sowjetunion arbeitete er zunächst als Lehrer an der Antifa-Zentralschule in Krasnogorsk, später als Hochschuldozent für Fremdsprachen in Moskau. In Vorlesungs- und Diskussionsreisen nach Deutschland trat er mehrere Jahrzehnte für die Völkerverständigung der Sowjetunion mit Deutschland ein.

## Ehrungen
- In Wolfen trug eine Jugendbrigade des ORWO-Werkes den Namen Wladimir Gall.
- Gall wurde der Orden des Vaterländischen Krieges II. Klasse verliehen.[2]
- 2005 ehrte der Bezirk Spandau Wladimir Gall durch den Eintrag in das Ehrenbuch Spandaus.[3]
- Im Mai 2015 wurde eine Gedenktafel für Gall und Major Grischin in der Zitadelle Spandau angebracht.[4]
- Zum hundertsten Geburtstag Wladimir Galls wurde der um die Zitadelle Spandau führende Weg, am 20. Januar 2019 mit einem Festakt der Bezirksverordnetenversammlung, in Wladimir-Gall-Weg benannt.[5]
- Zum zehnten Todestag Wladimir Galls wurde am 9. September 2021 am Wladimir-Gall-Weg eine Gedenktafel enthüllt (Denkmäler in Spandau#Gedenktafel Wladimir Gall (2021))

## Filmografie
- 1968 Konrad Wolf: Ich war neunzehn, Film über den gemeinsamen Kampf von Wladimir Gall und seinem Freund Konrad Wolf